# Тарек Бухманн
Тарек Ноа Бухманн (нім. Tarek Noah Buchmann, нар. 28 лютого 2005, Діллінген-на-Дунаї, Німеччина) — німецький футболіст тоголезького походження, центральний захисник мюнхенської «Баварії».

## Ігрова кар'єра

### Клубна
Тарек Бухманн є вихованцем клубної академії «Аугсбурга». У 2019 році футболіст приєднався до молодіжної команди мюнхенської «Баварії».
В червні 2023 року Бухманн був переведений до першої команди «Баварії» і підписав з клубом перший професійний контракт до літа 2026 року. В серпні 2023 року захисник дебютував у другому складі «Баварія II» в Регіональній лізі. Та через травми змушений був пропустити майже всю першу половину сезону 2023/24. Через нову травму, отриману в лютому 2024 року футболіст вибув з гри до кінця сезону.

### Збірна
Тарек Бухманн має тоголезьке походження зі сторони батька. Та в 2020 році він почав свої виступи в юнацьких збірних Німеччини.

## Досягнення
- Чемпіон Німеччини (1):

«Баварія»: 2024–25
Індивідуальні
 Бронзова Медаль Фріца Вальтера (U-17): 2022